# وندی بوگلیولی
وندی بوگلیولی (به انگلیسی: Wendy Boglioli) (زادهٔ ۶ مارس ۱۹۵۵) شناگر اهل ایالات متحده آمریکا است.